# Nicole Vedrès
Nicole Vedrès, parfois créditée Nathan ou Rais, née Nicole Henriette Désirée Charlotte Cahen le 4 septembre 1911 à Paris et morte le 20 novembre 1965 dans la même ville, est auteur, chroniqueuse, essayiste et réalisatrice française de films de montage d'archives.
Personnalité importante du monde culturel français de l'après-guerre, elle signe plusieurs articles sous différents noms dont « Nathan » et « Rais ».

## Biographie
Nicole Vedrès est la fille de Jules Rais, docteur en droit, bibliothécaire de la Chambre des députés et critique d'art, et de Ludmila Savitzky, d'origine russe et qui fut traductrice de James Joyce : en 1923, Nicole croise l'écrivain irlandais, ce dont elle témoigne plus tard.
Licenciée en droit, elle commence dans les années 1930 une carrière de journaliste, écrivant pour des magazines féminins et des revues littéraires comme le Mercure de France. Durant la guerre, elle écrit dans le Rouge et le Bleu en 1941-1942. Elle publie son premier roman en 1946, Le Labyrinthe, décrit par Gaëtan Picon comme « un livre charmant, frêle et profond ».
Elle commence une carrière de réalisatrice de documentaire en 1947 grâce à Pierre Braunberger, avec Paris 1900, où, assistée par  Yannick Bellon et Alain Resnais, elle explore les archives de l'actualité de la Belle Époque, travail qui obtient le prix Louis-Delluc et le prix Méliès.
Elle se lance également dans une carrière de romancière, et publia 7 romans en tout, la plupart chez Gallimard.

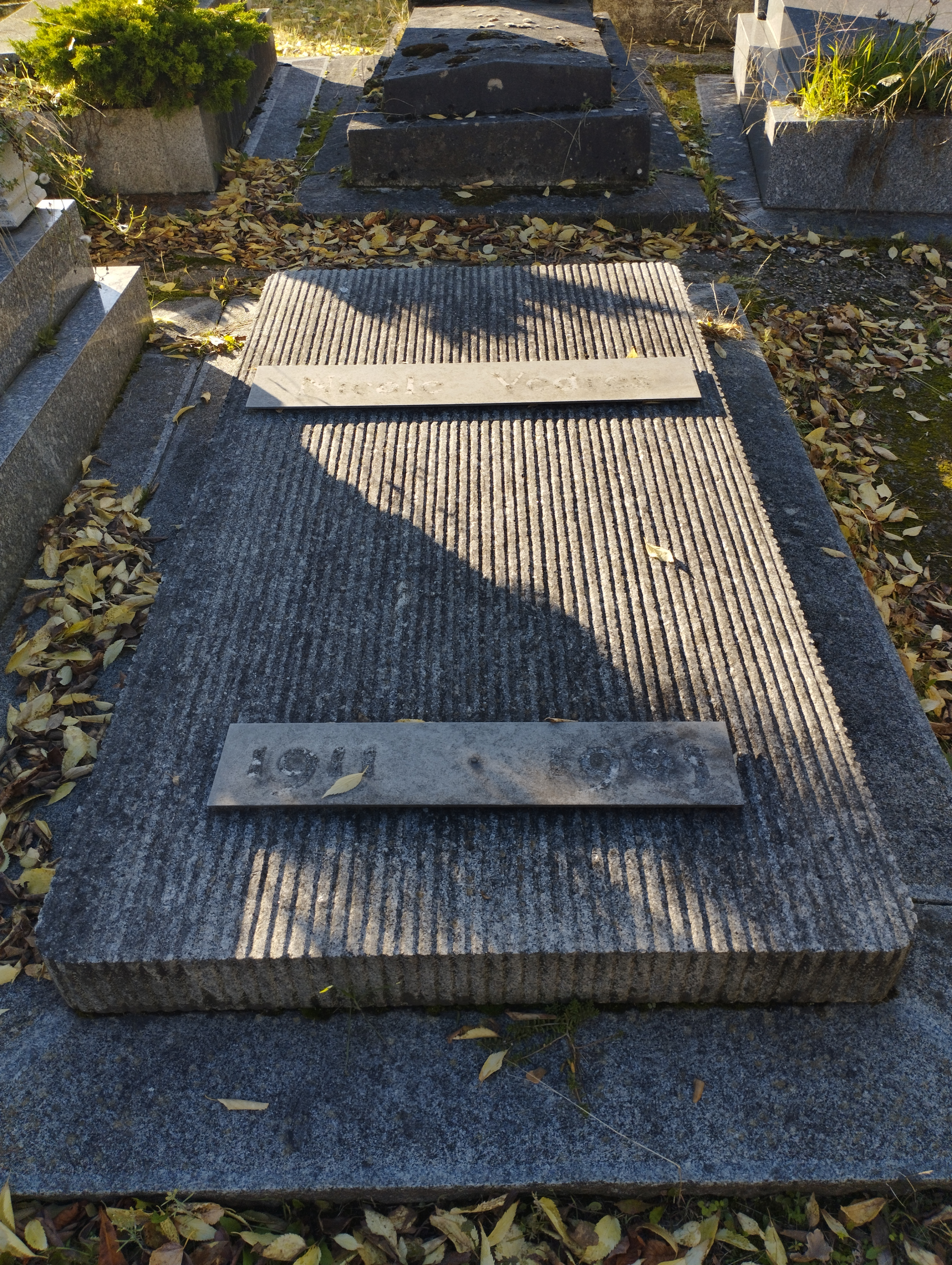
Tombe de Nicole Vedrès au cimetière du Montparnasse (division 4).

En 1949, son film La Vie commence demain propose d'une façon sensible et moderne, à la manière d'un docufiction, d'accompagner dans Paris Jean-Pierre Aumont qui campe un jeune employé de commerce provincial dégoûté par son époque, à la rencontre d'intellectuels français : Jean-Paul Sartre, André Gide, Le Corbusier, Pablo Picasso, Jean Rostand, Irène Joliot-Curie, André Labarthe, Daniel Lagache, Jacques Prévert et d'autres se prêtent au jeu ; les propos sont lucides, le ton loin de toute mièvrerie et aucunement dogmatique.
Elle est la chroniqueuse attitrée de l'émission télévisée littéraire Lectures pour tous qu'elle anime à partir de 1957 avec Pierre Dumayet.
En 1962, elle épouse le réalisateur Marcel Cravenne.
Elle meurt le 20 novembre 1965 à Paris, à l'âge de 54 ans. Elle est inhumée au cimetière du Montparnasse (division 4, tombe 5 à partir du rond point, 4 nord).

## Filmographie
- 1947 : Paris 1900
- 1950 : La vie commence demain
- 1951 : Amazone, d'après une définition d'Alexandre Arnoux (court-métrage)
- 1953 : Aux frontières de l'homme coréalisé avec Jean Rostand (court-métrage)

## Récompenses
- Prix Louis-Delluc et Prix Méliès pour Paris 1900
- Prix Durchon-Louvet de l’Académie française en 1961 pour l'ensemble de son œuvre